# Lugdunum
Lugdunum was in de Romeinse tijd de benaming van verschillende plaatsen in West-Europa. Lugdunum is eigenlijk een Romeins-Keltische benaming. De oudste Keltische vorm is teruggevonden op een zilvermunt uit het jaar 42 v.Chr. en luidt "Lugudunon". Vanaf de romanisering werd in een eerst stadium de naam Lugudunum gebruikt. Lug is de naam van de Keltische zonnegod, dunum betekent zoveel als heuvel of berg. Lugdunum betekent dus letterlijk "heldere heuvel" of heuvel van Lugh. Het Nederlandse woord duin is waarschijnlijk van het Keltische woord dunom afgeleid.
Aangezien steden vroeger hun plaats kregen naargelang de geografische voordelen in het landschap werd deze benaming in de Romeinse tijd voor meerdere steden gebruikt. In de Klassieke Oudheid waren er zelfs drie verschillende Romeinse steden die Lugdunum heetten. Zij bevonden zich ook alle drie in de Gallische provincie van het Romeinse Rijk. Elke stad had wel bijnamen zodat er geen verwarring kon ontstaan. Het bekendste en belangrijkste Lugdunum was Colonia Copia Claudia Augusta Lugdunum, het huidige Lyon. Men gebruikte de naam Convenarum voor het Lugdunum bij de stam der Convenae en Batavorum voor het Lugdunum bij de Bataven.
Plaatsen met de naam Lugdunum zijn:
- Colonia Copia Claudia Augusta Lugdunum, het huidige Lyon, veruit het bekendste en belangrijkste Lugdunum in de Romeinse tijd.
- Lugdunum Convenarum, het huidige Saint-Bertrand-de-Comminges in Frankrijk.
- Lugdunum Batavorum, nabij het huidige Katwijk aan Zee in Nederland. Vanaf de renaissance ten onrechte gebruikt als Latijnse naam voor het nabijgelegen Leiden.[4]
- Lugdunum Clavatum, het huidige Laon in Frankrijk.
- Lugdunum Consoranorum, het huidige Saint-Lizier in Frankrijk.